# Хронічна травматична енцефалопатія
Хронічна травматична енцефалопатія (ХТЕ) – це нейродегенеративне захворювання, спричинене повторюваними черепно-мозковими травмами. Симптоми зазвичай починають проявлятися лише через роки після самих травм і можуть включати поведінкові, афективні (проблеми з настроєм) та когнітивні розлади (проблеми з мисленням). Стан пацієнта часто погіршується з часом і хвороба може прогресувати до деменції. Вплив ХТЕ на ризик самогубства залишається незрозумілим.
Більшість задокументованих випадків спостерігалися у спортсменів, які займаються контактними видами спорту, такими як бокс, американський футбол, професійна боротьба, хокей, регбі та футбол. Інші фактори ризику включають військову службу, пережиті епізоди домашнього насильства та повторні травми голови. Точна кількість отриманих травм, необхідна для виникнення ХТЕ невідома, і остаточний діагноз може бути поставлений лише під час аутопсії. Захворювання класифікується як таупатія.
Специфічного лікування цього захворювання не існує. Виявлено, що частота ХТЕ серед пацієнтів з множинними черепно-мозковими травмами в анамнезі становить близько 30% , проте достовірні показники для загальної популяції невідомі. Дослідження ушкоджень мозку в результаті повторюваних травм голови розпочалися в 1920-х роках, коли цей стан був відомий як dementia pugilistica, або «боксерська деменція». Для попередження виникнення ХТЕ було запропоновано змінити правила деяких видів спорту.